# Ciclone Daman
O ciclone Daman (designação do JTWC: 05P; também conhecido como ciclone tropical intenso Daman) foi o quarto ciclone tropical e o primeiro sistema nomeado da temporada de ciclones no Pacífico sul de 2007-08. Daman tornou-se uma depressão tropical em 3 de Dezembro de 2007 e recebeu o nome de Daman em 5 de Dezembro, nome dado pelo Centro Meteorológico Regional Especializado (CMRE) em Nadi, Fiji.
O CMRE de Nadi considera que o ciclone tenha alcançado o pico de intensidade no começo da madrugada de 7 de Dezembro, com ventos constantes de 205 km/h e rajadas de 260 km/h, força equivalente a um ciclone de categoria 4 na escala australiana. O Joint Typhoon Warning Center' também considera que Daman tenha alcançado ventos constantes de 195 km/h, o que equivale a um forte furacão de categoria 3 na escala de furacões de Saffir-Simpson
No final do mesmo dia, o centro de Daman atingiu a ilha de Cikobia, Fiji. Entretanto, como a ilha não é relativamente povoada, poucos danos foram observados. Daman causou prejuízos de mais de $500 mil dólares americanos. Daman também foi o primeiro ciclone tropical a atingir diretamente Fiji deste o ciclone Ami, em 2003.

## História meteorológica

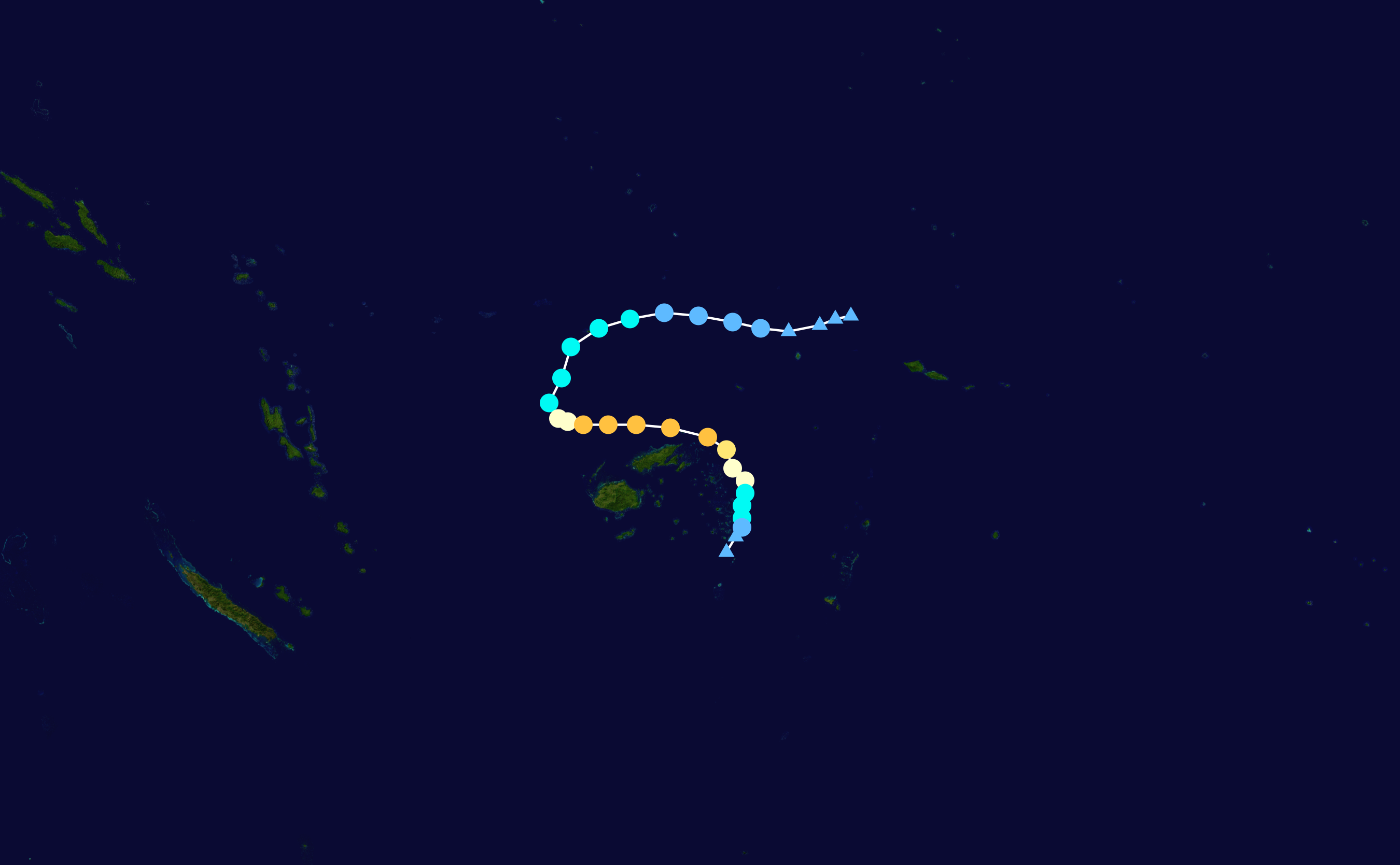
O caminho de Daman

Em 3 de dezembro, uma área de distúrbios meteorológicos perto da Linha Internacional de Data tornou-se uma área de baixa pressão tropical. Depois, já naquela noite, o sistema foi classificado pelo CMRE de Nadi, Fiji, como a depressão tropical "04F". No dia seguinte, o Joint Typhoon Warning Center (JTWC) emitiu um alerta de formação de ciclone tropical (AFCT) sobre o sistema que estava em fortalecimento. Neste momento, o sistema estava cruzando a Linha Internacional de Data.
Em 5 de Dezembro, a depressão tropical foi classificada pelo CMRE de Nadi como o ciclone tropical "04F" (Daman). Depois, ainda no mesmo dia, o JTWC emitiu seu primeiro aviso regular sobre o ciclone tropical "05P". Logo depois, o sistema começou a sofrer rápida intensificação assim que seu deslocamento ficou mais lento em 6 de Dezembro. Ainda no mesmo dia, Daman tornou-se um ciclone tropical severo, com ventos constantes de 195 km/h e com rajadas de 260 km/h, força equivalente a um ciclone de categoria 4 na escala australiana. Porém, a rápida intensificação foi de curta duração. Daman atingiu a ilha de Cikobia, Fiji, ainda com força equivalente a um ciclone de categoria 4 na escala australiana, com rajadas ultrapassando os 250 km/h. O ciclone poupou as duas ilhas principais de Fiji.
O ciclone Daman enfraqueceu-se, tornando-se um ciclone de categoria 3 na escala australiana pouco depois de passar sobre a ilha, no começo da madrugada de 8 de Dezembro. Depois, ainda no mesmo dia, o CRME de Nadi começou a emitir avisos especiais para Tonga. Neste aviso, o CMRE de Nadi alertava para a chegada do ciclone na ilha. Entretanto, estes alertas foram cancelados assim que Daman se enfraqueceu mais. Também foi previsto a mudança de trajetória de Daman, poupando Tonga. Em 9 de Dezembro, o JTWC emitiu seu último aviso sobre Daman. Segundo o JTWC, já não havia sentido emitir avisos regulares sobre o sistema pois o ciclone já não apresentava áreas de convecção profunda associadas ao sistema. No mesmo dia, o CMRE de Nadi "rebaixou" Daman para uma depressão tropical e emitiu seu último aviso sobre o sistema, dizendo que a circulação ciclônica de baixos níveis estava totalmente exposta. Mesmo assim, o CRME de Nadi continuou a emitir avisos não regulares no seu "sumário de perturbação tropical" e nos seus "avisos marítimos". No dia seguinte, o CMRE emitiu seu último 'sumário de perturbação tropical'.

## Preparativos e impactos
Assim que a depressão tropical '04F' tornou-se o ciclone tropical Daman, o Centro Meteorológico Regional Especializado (CMRE) de Nadi, Fiji, começou a emitir avisos especiais sobre tempo severo para as ilhas de Fiji e Rotuma. Nestes avisos, estavam especificados avisos de ventos fortes para estas ilhas. No dia seguinte, assim que Daman se intensificou, estes alertas e avisos foram substituídos por avisos de tempestade tropical. Em 7 de Dezembro, estes avisos foram novamente substituídos por outras que mencionavam a ameaça da chegada do ciclone. As pessoas das ilhas de Lau, Lomaiviti e Vanua Levu foram recomendados a procurarem abrigos a fim de evitar o pior do ciclone. Estas pessoas possuem casas frágeis, feitos de palha e de folhas de palmeira. Segundo o governo de Fiji, "é muito provável que o ciclone seja um dos mais severos a atingir o arquipélago nos últimos tempos". Cerca de 90.000 pessoas seriam afetados caso o ciclone passasse realmente na região. No entanto, o ciclone passou ao norte do arquipélago fijiano, poupando a maior parte de Fiji. Apenas a pequena ilha de Cikobia foi duramente atingida pelo ciclone; a ilha já tinha sido evacuada anteriormente. Assim que Daman se afastou de Fiji, começou a mover-se em direção a Tonga. Entretanto, o alerta foi cancelado assim que Daman se enfraqueceu.